# Wrzeszczewice (gromada)
Wrzeszczewice – dawna gromada, czyli najmniejsza jednostka podziału terytorialnego Polskiej Rzeczypospolitej Ludowej w latach 1954–1972.
Gromady, z gromadzkimi radami narodowymi (GRN) jako organami władzy najniższego stopnia na wsi, funkcjonowały od reformy reorganizującej administrację wiejską przeprowadzonej jesienią 1954 do momentu ich zniesienia z dniem 1 stycznia 1973, tym samym wypierając organizację gminną w latach 1954–1972.
Gromadę Wrzeszczewice siedzibą GRN we Wrzeszczewicach utworzono – jako jedną z 8759 gromad na obszarze Polski – w powiecie łaskim w woj. łódzkim, na mocy uchwały nr 31/54 WRN w Łodzi z dnia 4 października 1954. W skład jednostki weszły obszary dotychczasowych gromad Karszew, Kiki, Rembów, Wrzeszczewice, Wrzeszczewice-Skrejnia i Stryje Paskowe (z wyłączeniem wsi Budy Stryjewskie) ze zniesionej gminy Bałucz w tymże powiecie. Dla gromady ustalono 12 członków gromadzkiej rady narodowej.
Gromadę zniesiono 31 grudnia 1961, a jej obszar włączono do gromad: Wiewiórczyn (wieś i parcelę Karszew oraz wieś Rembów) i Bałucz (wieś i parcelę Kiki, parcelę Kiki-Edmundów, kolonię Kiki-B, kolonię Kiki 1 i 2, wieś, kolonię i parcelę Stryje Paskowe, wieś i parcelę Wrzeszczewice, kolonię Wrzeszczewice Nr 2, parcelę Wrzeszczewice Bernasiak, kolonię Wrzeszczewice Nowe, kolonię Wrzeszczewice-Skrajnia, kolonię Wrzeszczewice-Tomaszów, osadę Wrzeszczewice Wata, wieś Wrzeszczewiczki oraz kolonię Wrzeszczewice Zdunkiewicza).